# Pär Sundberg
Pär Tomas Carl Sundberg, también conocido como Pär Sundberg o Clyde Sundberg (Estocolmo, 22 de octubre de 1957), es un ex actor infantil sueco, especialmente conocido por haber interpretado el papel de Tommy Settergren en las películas de Pippi Calzaslargas y en la serie de televisión del mismo nombre junto a los niños Inger Nilsson y Bonnie Persson.

## Biografía
Reconocido en su país de origen, posteriormente alcanza fama internacional como consecuencia de la emisión de la serie en varios países sobre todo europeos, como Alemania, Francia, Italia o España. En este último país, en el que la serie se emitió en 1974, Sundberg fue doblado al idioma español por la actriz de voz Julia Gallego.
A diferencia de sus compañeras infantiles de reparto Inger Nilsson y Bonnie Persson, Sundberg no pretendió continuar una carrera en el mundo de la interpretación. Ya en la vida adulta se dedicó a la gerencia de relaciones públicas en la ciudad de Malmo.
Por las exitosas películas de Pippi Calzaslargas, los niños actores recibieron una tarifa de alrededor de solo 2000 euros. Las fans Marjan Tulp y Heleen Bosma de los Países Bajos iniciaron una campaña de micromecenazgo en febrero de 2019 para recolectar donaciones. Como resultado, los tres actores principales, Persson, Nilsson y Sundberg, recibieron 10 000 euros cada uno.

## Filmografía
- Pippi Calzaslargas (1969)
- Pippi y los piratas (Pippi Långstrump på de sju haven) (1970)
- Viaje en tren (På rymmen med Pippi Långstrump) (1970)
- Här kommer Pippi Långstrump (1973)